# 风毛菊状千里光
风毛菊状千里光（学名：Senecio saussureoides）为菊科千里光属的植物，是中国的特有植物。分布于中国大陆的四川、西藏等地，生长于海拔3,900米至4,200米的地区，常生于灌丛草地，目前尚未由人工引种栽培。